# Љубиш
Љубиш је насеље у Србији у општини Чајетина у Златиборском округу, једно од већих Златиборских села које се налази између врхова Муртенице, Борковца и Јасенова. Према попису из 2022. било је 385 становника.
Просечна надморска висина износи око 850m (најнижи део је 810m, док је највиши врх Борковца око 1000m). Љубиш се састоји из централног дела (центра) и заселака Горњег Љубиша и Доњег Љубиша.
Овде се налази Црква Светог цара Константина и царице Јелене у Љубишу. У овом месту је живео Љубомир Ршумовић, носилац Карађорђеве звезде са мачевима и Љубивоје Ршумовић, српски књижевник и песник.

## Демографија
У насељу Љубиш живи 592 пунолетна становника, а просечна старост становништва износи 46,8 година (46,3 код мушкараца и 47,3 код жена). У насељу има 236 домаћинстава, а просечан број чланова по домаћинству је 2,99.
Ово насеље је великим делом насељено Србима (према попису из 2002. године).
|  |

| Демографија | Демографија | Демографија |
| Година      | Становника  | Становника  |
| ----------- | ----------- | ----------- |
| 1948.       | 1.677       |             |
| 1953.       | 1.749       |             |
| 1961.       | 1.665       |             |
| 1971.       | 1.400       |             |
| 1981.       | 1.101       |             |
| 1991.       | 869         | 867         |
| 2002.       | 705         | 705         |

| Етнички састав према попису из 2002.‍ | Етнички састав према попису из 2002.‍ | Етнички састав према попису из 2002.‍ | Етнички састав према попису из 2002.‍ | Етнички састав према попису из 2002.‍ |
| ------------------------------------ | ------------------------------------ | ------------------------------------ | ------------------------------------ | ------------------------------------ |
|                                      |                                      |                                      |                                      |                                      |
| Срби                                 | Срби                                 |                                      | 701                                  | 99,43%                               |
| Црногорци                            | Црногорци                            |                                      | 1                                    | 0,14%                                |
| непознато                            | непознато                            |                                      | 0                                    | 0,0%                                 |

| Година пописа     | 1948. | 1953. | 1961. | 1971. | 1981. | 1991. | 2002. |
| ----------------- | ----- | ----- | ----- | ----- | ----- | ----- | ----- |
| Број домаћинстава | 284   | 290   | 305   | 289   | 295   | 273   | 236   |

| Број чланова      | 1  | 2  | 3  | 4  | 5  | 6  | 7 | 8 | 9 | 10 и више | Просек |
| ----------------- | -- | -- | -- | -- | -- | -- | - | - | - | --------- | ------ |
| Број домаћинстава | 56 | 69 | 36 | 19 | 26 | 17 | 9 | 4 | 0 | 0         | 2,99   |

| Пол    | Укупно | Неожењен/Неудата | Ожењен/Удата | Удовац/Удовица | Разведен/Разведена | Непознато |
| ------ | ------ | ---------------- | ------------ | -------------- | ------------------ | --------- |
| Мушки  | 309    | 86               | 190          | 30             | 3                  | 0         |
| Женски | 292    | 31               | 188          | 70             | 2                  | 1         |
| УКУПНО | 601    | 117              | 378          | 100            | 5                  | 1         |

| Пол    | Укупно                    | Пољопривреда, лов и шумарство | Рибарство                            | Вађење руде и камена | Прерађивачка индустрија       |
| ------ | ------------------------- | ----------------------------- | ------------------------------------ | -------------------- | ----------------------------- |
| Мушки  | 170                       | 118                           | 3                                    | 1                    | 12                            |
| Женски | 86                        | 55                            | 0                                    | 0                    | 0                             |
| УКУПНО | 256                       | 173                           | 3                                    | 1                    | 12                            |
| Пол    | Производња и снабдевање   | Грађевинарство                | Трговина                             | Хотели и ресторани   | Саобраћај, складиштење и везе |
| Мушки  | 1                         | 5                             | 7                                    | 5                    | 4                             |
| Женски | 0                         | 0                             | 6                                    | 12                   | 2                             |
| УКУПНО | 1                         | 5                             | 13                                   | 17                   | 6                             |
| Пол    | Финансијско посредовање   | Некретнине                    | Државна управа и одбрана             | Образовање           | Здравствени и социјални рад   |
| Мушки  | 0                         | 0                             | 2                                    | 6                    | 4                             |
| Женски | 0                         | 0                             | 0                                    | 3                    | 7                             |
| УКУПНО | 0                         | 0                             | 2                                    | 9                    | 11                            |
| Пол    | Остале услужне активности | Приватна домаћинства          | Екстериторијалне организације и тела | Непознато            | Непознато                     |
| Мушки  | 2                         | 0                             | 0                                    | 0                    | 0                             |
| Женски | 0                         | 0                             | 0                                    | 1                    | 1                             |
| УКУПНО | 2                         | 0                             | 0                                    | 1                    | 1                             |